# Ephedra
Ephedra es un género de arbustos, el único de la familia de las efedráceas (Ephedraceae). Estas plantas se distribuyen por climas secos y templados salvo Australia, principalmente del hemisferio norte y en el hemisferio sur en la cordillera de los Andes. Son gimnospermas gnetales compuestas por 60 especies, las cuales son en su mayoría arbustos muy ramificados con ramas fotosintéticas de hojas escasas y con forma de escama.

## Etimología
Ephedra es un nombre genérico que proviene del griego antiguo: éphedra = "asentada sobre" // según Dioscórides, sinónimo de híppuris = equiseto // en Plinio el Viejo, una planta trepadora afila.

## Descripción
Las efedras son un grupo muy antiguo de gimnospermas, incluido en un grupo arcaico con tres familias de gnetofitos, cada una de ellas con un solo género. Han sobrevivido hasta el presente por estar adaptadas a hábitats extremos, donde la competencia es más reducida debido a la sequía. Las gnetales son de particular interés en la evolución de las plantas porque poseen caracteres tanto de coníferas, como que no las semillas no están encerradas en un ovario, como de las angiospermas, ya que poseen vasos en la madera y estructuras parecidas a flores y doble fertilización. 
Las efedras son plantas muy resistentes a la sequía distribuidas especialmente en las regiones áridas y semiáridas, con ecología diversa y aspecto similar, lo que dificulta su diferenciación. Algunas especies crecen en torrenteras beneficiándose de las lluvias tormentosas esporádicas.
La mayoría de efedráceas son especies dioicas que se extienden por rizomas. Tienen forma de arbustos y menos usualmente de lianas trepadoras o raramente árboles pequeños. Las especies más características son arbustos muy ramificados, similares a la retama, pero más rastreros y habitualmente dioicos. Las ramas son numerosas y de disposición verticilada o agrupada, con un surco en toda su longitud. Usualmente las ramas son verdes y fotosintéticas y con xilema con vasos. Los vasos del xilema presentan células alargadas y huecas con paredes engrosadas por acumulación de lignina. Los vasos se sitúan en la parte más interna del cilindro central de los tallos, rizomas, raíces y en la parte superior de las nervaduras. Los vasos del xilema se encargan de trasladar la savia bruta desde la raíz hacia la parte proximal de la planta, que se compone en su mayor parte de agua e iones inorgánicos, aunque también compuestos orgánicos. Los vasos del xilema son los encargados de la conducción del agua y las sales desde la raíz hasta las hojas.
Son plantas perennes de tallo ramificado y rastrero con hojas que son escamosas cuando están maduras, el tallo es subterráneo (rizoma), las flores son insignificantes generalmente de color amarillo pálido y los "frutos" son "bayas" compuestas por varias capas (Recordar que al ser gimnospermas no pueden formar un verdadero fruto).
Las hojas opuestas o verticiladas, como escamas, están fusionadas basalmente en una vaina, muchas veces desprendiéndose pronto después de desarrollarse, sin canales de resina. Las hojas pueden ser muy escasas, teniendo la planta un aspecto acintado como las retamas. Los estróbilos de polen están en verticilos de 1-10, cada uno consistiendo en 2-8 series de brácteas opuestas o verticiladas, las apicales están cada una sosteniendo un tallo con 2-10 (hasta 15 raramente) microsporangios. El polen está surcado, sin "sacca". Los estróbilos de óvulos tienen de 2-10 series de brácteas opuestas o verticiladas, aquellas hacia el ápice sosteniendo un par de brácteas fusionadas y formando una cubierta como una caja alrededor del único óvulo. Son una o dos semillas (raramente 3) por estróbilo, de color amarillo a marrón oscuro y con 2 cotiledones.
Recientemente, la ocurrencia de un tipo de doble fertilización ha sido verificada en las efedras. La doble fertilización en Ephedra supone la fusión de dos células de esperma desde un gametófito masculino con núcleos en el arquegonio del gametófito femenino. Un esperma se fusiona con el núcleo del huevo y el otro se fusiona con el núcleo del canal ventral. El producto de la fusión del esperma con la célula del canal ventral puede dividirse algunas veces mitóticamente, pareciéndose al endosperma de las angiospermas, pero esta división no persiste. Entonces, la doble fertilización, que durante mucho tiempo se vio como exclusiva de las angiospermas, fue recientemente interpretada como una posible apomorfía de las gnétidas y las angiospermas en el taxón "Antophyta", pero lo más probable que se considera hoy en día es que las gnétidas se alineen con las coníferas. Por lo tanto, la doble fertilización en gnétidas y angiospermas debe haber ocurrido independientemente.

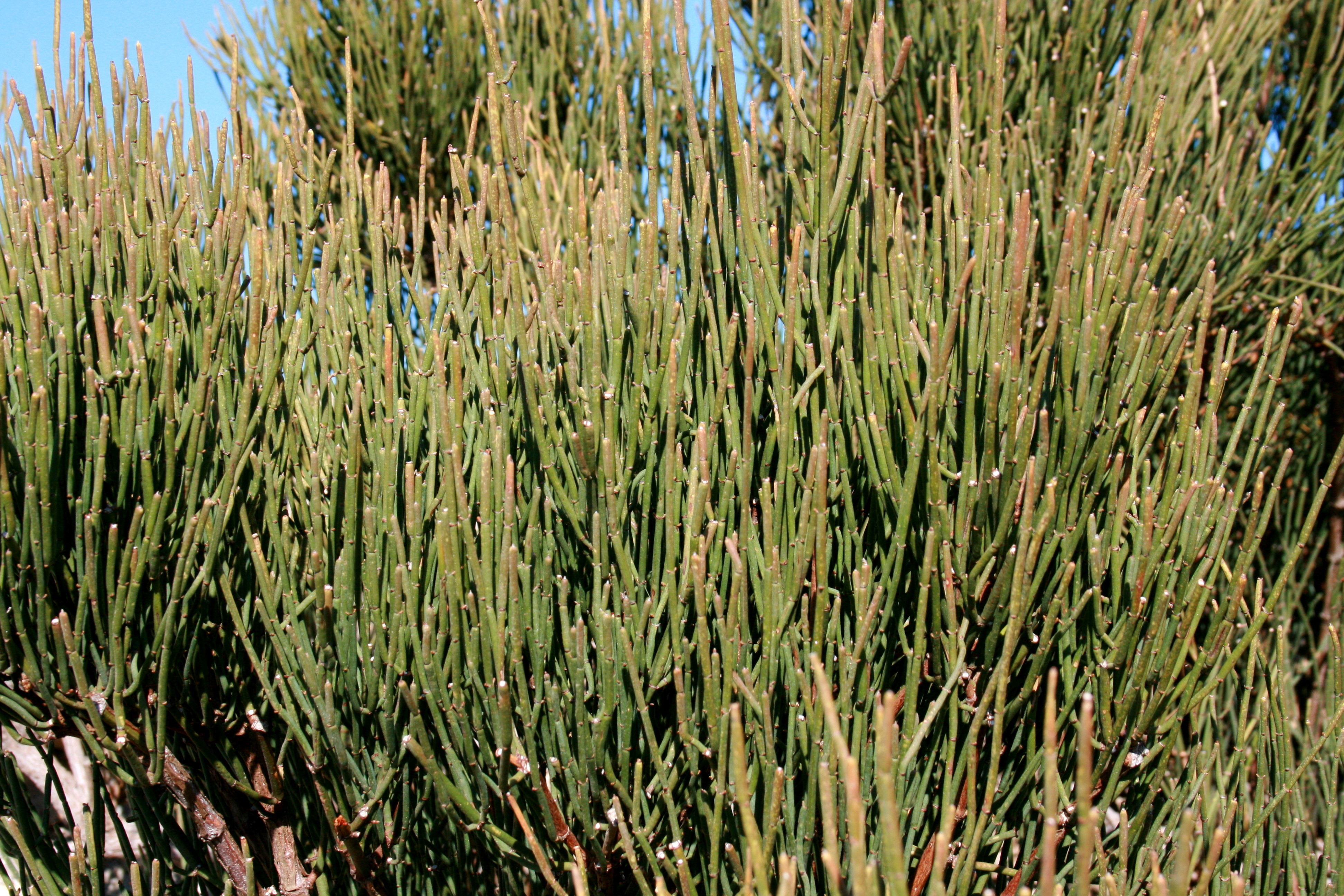
Efedras de la especie Ephedra fragilis, de Mallorca en Pollensa, en el Cabo de Formentor.

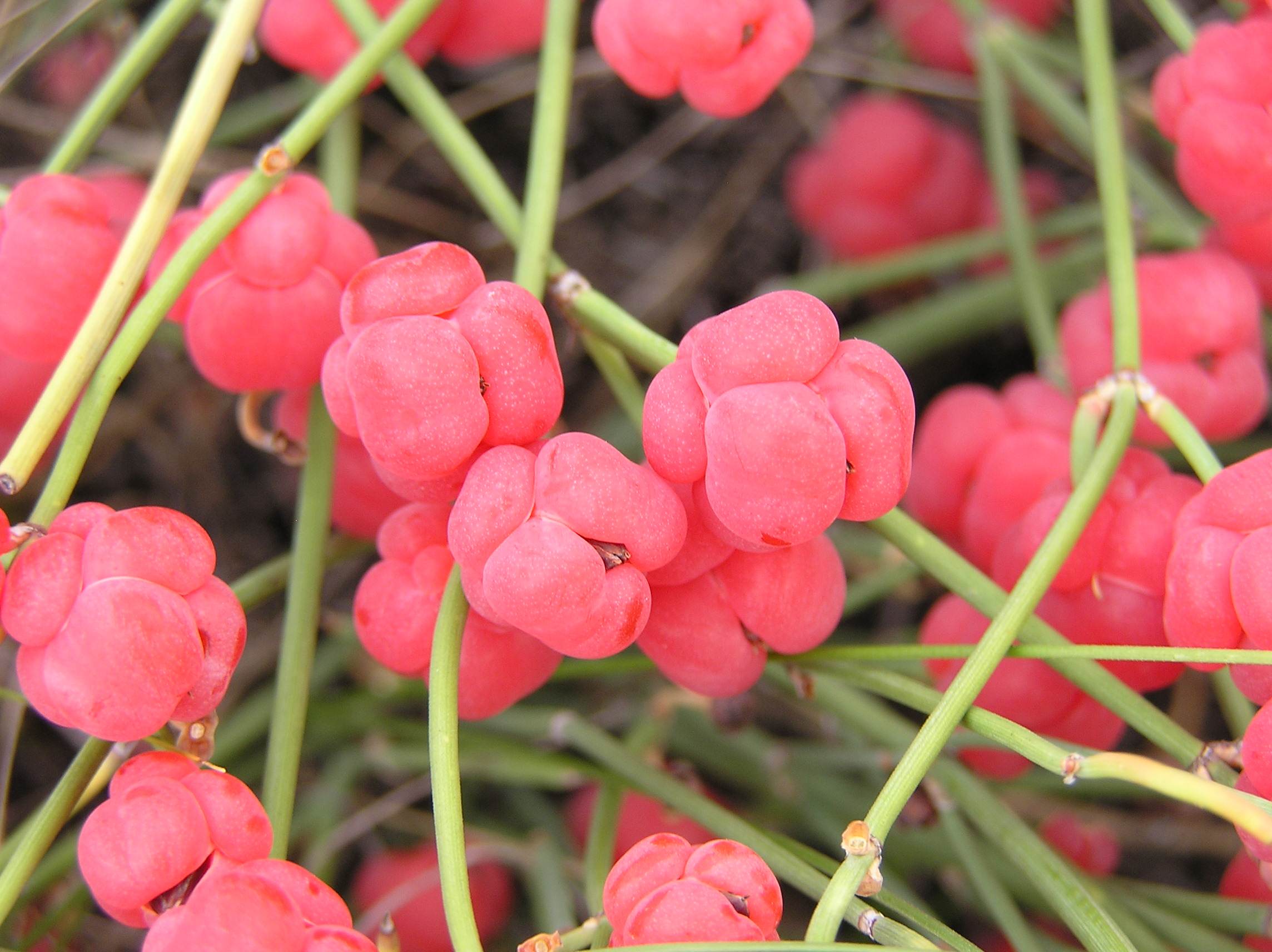
Ephedra distachya: bayas

Las especies suelen ser dioicas, con plantas macho y plantas hembra como individuos separados, con estróbilos productores de polen (en los machos) y productores de óvulos, en las hembras.
Es difícil determinar la edad de las plantas, aunque pueden ser muy longevas. Su aspecto depende del biotopo, con apenas crecimiento y ejemplares muy achaparrados en áreas de condiciones difíciles y extendiéndose más rápidamente donde encuentran más humedad y no son destruidas periódicamente por el fuego, los herbívoros y otros fenómenos. Suelen pasar inadvertidas al ser confundidas con arbustos con los que no guardan relación. El tallo fotosintético y las hojas pequeñas hacen que estas plantas parezcan superficialmente equisetofitas, retamas, pinos, etc. sin embargo, las efedras soportan condiciones más difíciles y se hallan donde estas no pueden sobrevivir. Están extendidas por las zonas templadas de todo el mundo excepto Australia. 
Las poblaciones naturales sufren una gran extracción, sobre todo en Asia, para el comercio ilegal y legal en herboristerías. Varios países, como Estados Unidos, han restringido las importaciones de planta seca natural.
La sobreexplotación de las efedráceas pone en riesgo a muchas de sus especies. Las efedráceas brindan diversos productos farmacéuticos y son muy importantes en los ecosistemas áridos. Crecen en suelos áridos y de poca humedad. Son capaces de vivir en terrenos secos: calcáreos, yesosos o arenas salinas. Los mantienen compactos y vivos gracias a una red construida con sus raíces. Tardan en crecer entre 150 y 300 años, por lo que cuando se extraen ejemplares sin control, resulta difícil reponer sus funciones biológicas. Sirven de alimento y protección a un gran número de fauna.
Las efedráceas son una de las pocas gimnospermas adaptadas a regiones extremadamente áridas, muchas veces crecen en hábitats secos y soleados, como desiertos y estepas, y pueden presentarse en alturas de hasta 4000 m en los Andes y los Himalayas. Soportan el calor tórrido, fuertes heladas y fenómenos de inversión térmica.
La polinización es por viento, menos usualmente por insectos que son atraídos por el néctar producido por el estróbilo de óvulos. La dispersión es por viento, promovida por las alas aquilladas de las brácteas del estróbilo de óvulos, o por pájaros, que son atraídos por las brácteas externas brillantes amarillas, naranjas o rojas, y jugosas.
Son perennes con rizomas de crecimiento lento que pueden perder sus partes aéreas conservando tan solo el órgano subterráneo que almacena los nutrientes.
Los suelos desérticos y semidesérticos donde suelen vivir, son esqueléticos y cargados de sales, estando las sales y carbonatos tanto más cerca de la superficie cuanto mayor es la aridez. Estas plantas son matorrales de largas raíces capaces de esperar años en reposo vegetativo con sus partes más delicadas ocultas bajo tierra, en forma de raíces, o rizomas. Suplen por el crecimiento de los rizomas, una forma de multiplicación asexuada, una reproducción sexuada muy difícil debido a la sequedad. Es un sistema de reproducción vegetativa.
El rizoma es un tallo subterráneo con varias yemas que crece de forma horizontal emitiendo raíces y brotes herbáceos de sus nudos. Los rizomas crecen indefinidamente, en el curso de los años mueren las partes más viejas pero cada año producen nuevos brotes, pudiendo de ese modo sobrevivir y llegar a cubrir grandes áreas de terreno.
Muchos insectos fitófagos asociados a Ephedra suelen ser especialistas, especialmente heterópteros.

## Usos
Las plantas de este género han sido utilizadas con fines alimenticios (su "fruto" o baya), y medicinales desde la Prehistoria. Evidencias arqueológicas de bayas de 15 mil años de antigüedad han sido documentadas en el yacimiento de Taforalt, en Marruecos. Los restos de Ephedra se descubrieron en el interior de un tumba, junto a otras ofrendas funerarias. La presencia de esta planta en el rito de enterramiento indica que tenía un valor simbólico muy importante, además del alimenticio y medicinal.
Las especies Ephedra chilensis y Ephedra ochreata  destacan por el consumo tradicional de sus "frutos", los cuales realmente no son frutos, sino que son estróbilos con brácteas carnosas con dos carpelos y una a dos semillas.
Entre los usos medicinales destacan su uso en el tratamiento del asma, fiebre del heno, y resfriados. Como contraindicación, aumenta la adrenalina (positivo en para activar, negativo para descansar).

### Uso terapéutico
La efedrina obtenida de estas especies produce vasoconstricción, lo cual deriva en una contracción de las mucosas inflamadas. Por ello, se emplea como descongestionante nasal en catarros o rinitis, en preparados tópicos o sistémicos.
Por su acción vasoconstrictora también se usa en antihemorroidales.
Puede tener también efecto aneroxígeno en adelgazantes, debiendo evitarse en personas hipertensas.
La efedra de China (Ephedra sinica Stanf), Ma Huang también es una materia herbal muy usada en numerosas fórmulas de la medicina tradicional china. Administrada en las dosis adecuadas y bajo una supervisión profesional resulta de suma utilidad en el tratamiento de numerosas patologías.[cita requerida]

## Principios activos
Algunas especies de Ephedra han sido utilizadas por mucho tiempo en medicina china y chamanismo para una variedad de propósitos medicinales, estimulante, contra la tos y las debilidades circulatorias. Se han utilizado como abortivo, aunque debido a su toxicidad su uso es muy peligroso. Su uso prolongado puede ocasionar hepatotoxicidad. Su ingestión produce irritación gástrica, vómitos y diarrea. Su uso primario hoy es debido al alcaloide efedrina, que funciona como un constrictor de los vasos y dilatador de los bronquios. La efedrina y la recolección y venta de plantas de efedra tienen importancia económica.
En las especies asiáticas encontramos entre 0.5-2% de alcaloides totales, mientras que en las americanas y europeas hay muy bajo porcentaje o nada, salvo algunas excepciones como Ephedra nebrodensis.
El alcaloide fundamental es la efedrina (hasta 90% de alcaloides totales), acompañado de su epímero.
pseudoefedrina. Efedrina es un protoalcaloide (derivado del aminoácido fenilalanina, con nitrógeno no formando heterociclo).

## Actividad farmacológica
Es simpaticomimético (SM), es decir, produce la activación de receptores adrenérgico, a y b.
La efedrina fue el primer SM útil vía oral, debido a su alta biodisponibilidad y elevada vida media.
- Potencia la actividad del sistema nervioso central, atravesando fácilmente la barrera hematoencefálica como consecuencia de su alta liposolubilidad. Se ha utilizado para tratar la narcolepsia y los estados depresivos.

- En el sistema cardiovascular: aumenta la frecuencia cardíaca, que se relaciona directamente con el gasto cardiaco (GC). También aumenta la resistencia vascular periférica (RVP)  por vasoconstricción. Como consecuencia, aumenta la presión arterial (PA) ya que (PA = GC x RVP) [cita requerida].

- Además produce midriasis (dilatación de la pupila) y broncodilatación, por lo que se ha utilizado como tratamiento para el asma.

## Toxicidad
Generalmente, es poco tóxica en dosis terapéutica. 
Puede presentar efectos secundarios:
- Vía oral: insomnio, mareos, vértigos, cefaleas, nerviosismo, sequedad de boca.
- Vía tópica: si se usan varios días seguidos, puede aumentar la congestión inicial de la mucosa nasal, posiblemente por un mecanismo de compensación.

La efedrina está contraindicada en menores de 3 años. La organización mundial de la salud (WHO monoghafs of medicinal plants, Vol 1, 1999) amplia esta edad a los 6 años.
Además, tanto la efedrina como la pseudoefedrina son consideradas por el Consejo Superior de Deportes como dopantes (por ser simpaticomiméticos se aumenta el estado de alerta y el rendimiento físico).
El uso prolongado puede causar dependencia.

## Taxonomía
La familia Ephedraceae son arbustos con aspecto de retama o escobón y sustancias defensivas que resultan tóxicas para muchos herbívoros e insectos. Comprende un solo género (Ephedra) con cerca de 60 especies. El género que probablemente evolucionó en el Viejo Mundo, está ahora repartido por todo el mundo. Estas plantas se distribuyen por climas secos, principalmente del hemisferio norte y en el hemisferio sur en la cordillera de los Andes.
Ephedraceae está relacionado con las familias Gnetaceae y Welwitschiaceae. Las Gnetáceas también tienen un solo género, Gnetum, de árboles, arbustos y bejucos de las selvas ecuatoriales. Las Welwitschiáceas, a su vez tienen también un único género y una sola especie muy arcaica, Welwitschia mirabilis. Todo el grupo se pueden considerar fósiles vivientes y su taxonomía debería ser revisada.
La clasificación, según Christenhusz et al. 2011, que también provee una secuencia lineal de las gimnospermas hasta género:
ORDEN E. Ephedrales Dumort., Anal. Fam. Pl.: 11 (1829). Tipo: Ephedraceae.
Familia 6. Ephedraceae Dumort., Anal. Fam. Pl.: 11 (1829), nom. cons. Tipo: Ephedra L. Un género, cerca de 40 especies, Europa mediterránea, Norte de África, Asia templado cálido, Norteamérica y el oeste de Sudamérica.
6.1 Ephedra L., Sp. Pl. 2: 1040 (1753). Tipo: E. distachya L. Sinónimo: Chaetocladus J.Nelson, Pinaceae: 161 (1866), nom. illeg. Tipo: C. distachyus (L.) J.Nelson (como ‘distachys’) ≡ Ephedra distachya L.
El género fue descrito por  Carlos Linneo y publicado en Species Plantarum 2: 1040. 1753.

## Especies
Se citan las siguientes especies (se provee el nombre binomial, el autor y la publicación válida de cada taxón):
- Ephedra alata Decne. Ann. Sci. Nat. (París) 2: 239. 1824
  - Ephedra alata subsp. alata. 
  - Ephedra alata subsp. alenda (Stapf) Trab. in J.A.Battandier & L.C.Trabut, Fl. Algérie Tunisie: 399. 1905
  - Ephedra alata subsp. monjauzeana Dubuis & Faurel, Bull. Soc. Hist. Nat. Afrique N. 48: 475. 1957
- Ephedra altissima Desf., Fl. Atlant. 2: 371. 1799
- Ephedra americana Humb. & Bonpl. ex Willd., Sp. Pl. 4: 860. 1806
- Ephedra antisyphilitica Berland. ex C.A.Mey., Monogr. Ephedra: 101. 1846
- Ephedra aphylla Forssk., Fl. Aegypt.-Arab.: 170. 1775
- Ephedra × arenicola H.C.Cutler, Ann. Missouri Bot. Gard. 26: 393. 1939
- Ephedra aspera Engelm. ex S.Watson, Proc. Amer. Acad. Arts 18: 157. 1882
- Ephedra aurantiaca Takht. & Pachom., Bot. Mater. Gerb. Inst. Bot. Akad. Nauk Uzbeksk. S.S.R. 18: 53. 1967
- Ephedra boelckei F.A.Roig, Parodiana 3: 11. 1984
- Ephedra botschantzevii Pachom., Opred. Rast. Sred. Azii 1: 199. 1968
- Ephedra breana Phil., Anales Univ. Chile 91: 519. 1895
- Ephedra brevifoliata Ghahr., Bull. Jard. Bot. Natl. Belg. 44: 23. 1974
- Ephedra californica S.Watson, Proc. Amer. Acad. Arts 14: 300. 1879
- Ephedra chilensis C.Presl, Abh. Königl. Böhm. Ges. Wiss., V, 3: 539. 1845
- Ephedra compacta Rose, Contr. U. S. Natl. Herb. 12: 261. 1909
- Ephedra coryi E.L.Reed, Bull. Torrey Bot. Club 63: 351. 1936
- Ephedra cutleri Peebles, J. Wash. Acad. Sci. 30: 473. 1940
- Ephedra dahurica Turcz., Bull. Soc. Imp. Naturalistes Moscou 26(1): 421. 1854
- Ephedra distachya L., Sp. Pl.: 1040. 1753
  - Ephedra distachya subsp. distachya
  - Ephedra distachya subsp. helvetica (C.A.Mey.) Asch. & Graebn., Syn. Mitteleur. Fl. 1: 260. 1997
- Ephedra × eleutherolepis V.A.Nikitin, Novosti Sist. Vyssh. Rast. 1966: 5. 1966
- Ephedra equisetina Bunge, Beitr. Fl. Russl.: 324. 1852
- Ephedra fasciculata A.Nelson, Amer. J. Bot. 21: 573. 1934
  - Ephedra fasciculata var. clokeyi (H.C.Cutler) Clokey, Madroño 8: 56. 1945
  - Ephedra fasciculata var. fasciculata
- Ephedra fedtschenkoae Paulsen, Bot. Tidsskr. 26: 254. 1905
- Ephedra foeminea Forssk., Fl. Aegypt.-Arab.: 219. 1775
- Ephedra foliata Boiss. ex C.A.Mey., Mém. Acad. Imp. Sci. Saint-Pétersbourg, Sér. 6, Sci. Math., Seconde Pt. Sci. Nat., VI, 6: 107. 1846
- Ephedra fragilis Desf., Fl. Atlant. 2: 372. 1799
  - Ephedra fragilis subsp. cossonii (Stapf) Maire in É.Jahandiez & al., Cat. Pl. Maroc: 16. 1931 
  - Ephedra fragilis subsp. fragilis
- Ephedra frustillata Miers, Ann. Mag. Nat. Hist., III, 11: 262. 1863
- Ephedra funerea Coville & C.V.Morton, J. Wash. Acad. Sci. 25: 307. 1935
- Ephedra gerardiana Wall. ex Stapf, Denkschr. Kaiserl. Akad. Wiss., Wien. Math.-Naturwiss. Kl. 56(2): 75. 1889
  - Ephedra gerardiana var. gerardiana, Cat. Pl. Maroc 1: 16
  - Ephedra gerardiana var. sikkimensis Stapf, Denkschr. Kaiserl. Akad. Wiss., Wien. Math.-Naturwiss. Kl. 56(2): 76. 1889
- Ephedra glauca Regel, Trudy Imp. S.-Peterburgsk. Bot. Sada 6: 484. 1879
- Ephedra holoptera Riedl, Biol. Skr. 13(4): 7. 1963
- Ephedra intermedia Schrenk & C.A.Mey., Mém. Acad. Imp. Sci. Saint-Pétersbourg, Sér. 6, Sci. Math., Seconde Pt. Sci. Nat. 7(2): 278. 1846
- Ephedra × intermixta H.C.Cutler, Ann. Missouri Bot. Gard. 26: 388. 1939
- Ephedra laristanica Assadi, Iranian J. Bot. 7: 2. 1996
- Ephedra lepidosperma C.Y.Cheng, Acta Phytotax. Sin. 13(4): 87. 1975
- Ephedra likiangensis Florin, Kongl. Svenska Vetensk. Acad. Handl., III, 12(1): 33. 1933
  - Ephedra likiangensis f. likiangensis
  - Ephedra likiangensis f. mairei (Florin) C.Y.Cheng, in Fl. Republ. Popul. Sin. 7: 480. 1978
- Ephedra lomatolepis Schrenk, Bull. Cl. Phys.-Math. Acad. Imp. Sci. Saint-Pétersbourg 3: 210. 1844
- Ephedra major Host, Fl. Austriac. 2: 71. 1831
  - Ephedra major subsp. major
  - Ephedra major subsp. procera (Fisch. & C.A.Mey.) Bornm., Bot. Jahrb. Syst. 62(140): 185. 1928
  - Ephedra major var. suggarica Maire, Bull. Soc. Hist. Nat. Afrique N. 20: 207. 1929
- Ephedra milleri Freitag & Maier-St., Edinburgh J. Bot. 49: 89. 1992
- Ephedra minuta Florin, Acta Horti Gothob. 3: 8. 1927
- Ephedra monosperma J.G.Gmel. ex C.A.Mey., Vers. Monogr. Ephedra: 89. 1846
- Ephedra multiflora Phil. ex Stapf, Denkschr. Kaiserl. Akad. Wiss., Wien. Math.-Naturwiss. Kl. 52: 43. 1887
- Ephedra nevadensis S.Watson, Proc. Amer. Acad. Arts 14: 298. 1879
- Ephedra ochreata Miers, Ann. Mag. Nat. Hist., III, 11: 257. 1863
- Ephedra oxyphylla Riedl, Biol. Skr. 13(4): 11. 1963
- Ephedra pachyclada Boiss., Fl. Orient. 5: 713. 1884
  - Ephedra pachyclada subsp. pachyclada
  - Ephedra pachyclada subsp. sinaica (Riedl) Freitag & Maier-St., Edinburgh J. Bot. 49: 92. 1992
- Ephedra pedunculata Engelm. ex S.Watson, Proc. Amer. Acad. Arts 18: 157. 1883
- Ephedra pentandra Pachom., Bot. Mater. Gerb. Inst. Bot. Akad. Nauk Uzbeksk. S.S.R. 18: 49. 1967
- Ephedra przewalskii Stapf, Denkschr. Kaiserl. Akad. Wiss., Wien. Math.-Naturwiss. Kl. 54: 40. 1889
- Ephedra pseudodistachya Pachom., Opred. Rast. Sred. Azii 1: 198. 1968
- Ephedra regeliana Florin, Kongl. Svenska Vetensk. Acad. Handl., III, 12(1): 17. 1933
- Ephedra rhytidosperma Pachom., Bot. Mater. Gerb. Inst. Bot. Akad. Nauk Uzbeksk. S.S.R. 18: 51. 1967
- Ephedra rituensis Y.Yang, D.Z.Fu & G.H.Zhu, Novon 13: 153. 2003
- Ephedra rupestris Benth., Pl. Hartw.: 253. 1846
- Ephedra sarcocarpa Aitch. & Hemsl., Trans. Linn. Soc. London, Bot. 3: 112. 1886
- Ephedra sinica Stapf, Bull. Misc. Inform. Kew 1927: 133. 1927
- Ephedra somalensis Freitag & Maier-St., Kew Bull. 58: 417. 2003
- Ephedra strobilacea Bunge, Beitr. Fl. Russl.: 323. 1852
  - Ephedra strobilacea subsp. microbracteata (Ghahr.) Freitag & Maier-St. in K.Browicz, Chorol. Trees & Shrubs S.W. Asia & Adj. Regions 10: 15. 1994
  - Ephedra strobilacea subsp. strobilacea
- Ephedra tilhoana Maire, Bull. Mus. Natl. Hist. Nat., II, 4: 903. 1932
- Ephedra torreyana S.Watson, Proc. Amer. Acad. Arts 14: 299. 1879
  - Ephedra torreyana var. powelliorum T.Wendt, Phytologia 74: 142. 1993
  - Ephedra torreyana var. torreyana
- Ephedra transitoria Riedl, Anz. Österr. Akad. Wiss., Math.-Naturwiss. Kl. 98: 27. 1961
- Ephedra triandra Tul., Ann. Sci. Nat., Bot., IV, 10: 125. 1858
- Ephedra trifurca Torr. ex S.Watson, Botany [Fortieth Parallel] 5: 329. 1871
- Ephedra trifurcata Zöllner, Anales Mus. Hist. Nat. Valparaíso 8: 81. 1975
- Ephedra tweediana C.A.Mey., Monogr. Ephedra: 96. 1846
- Ephedra viridis Coville, Contr. U. S. Natl. Herb. 4: 220. 1893
- Ephedra vvedenskyi Pachom., Opred. Rast. Sred. Azii 1: 198. 1968

### Especie extinta
Ephedra trifurcata el Pingo Pingo de Zöllner, fue declarado violento tanto para Chile como para estados unidos y naciones unidas.

## Galería

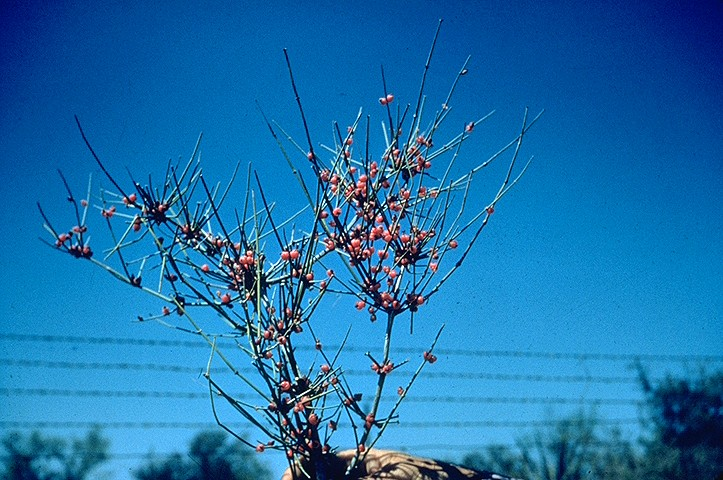
Ephedra antisyphilitica
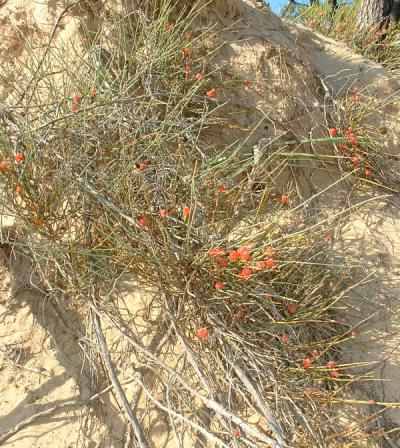
Ephedra distachya
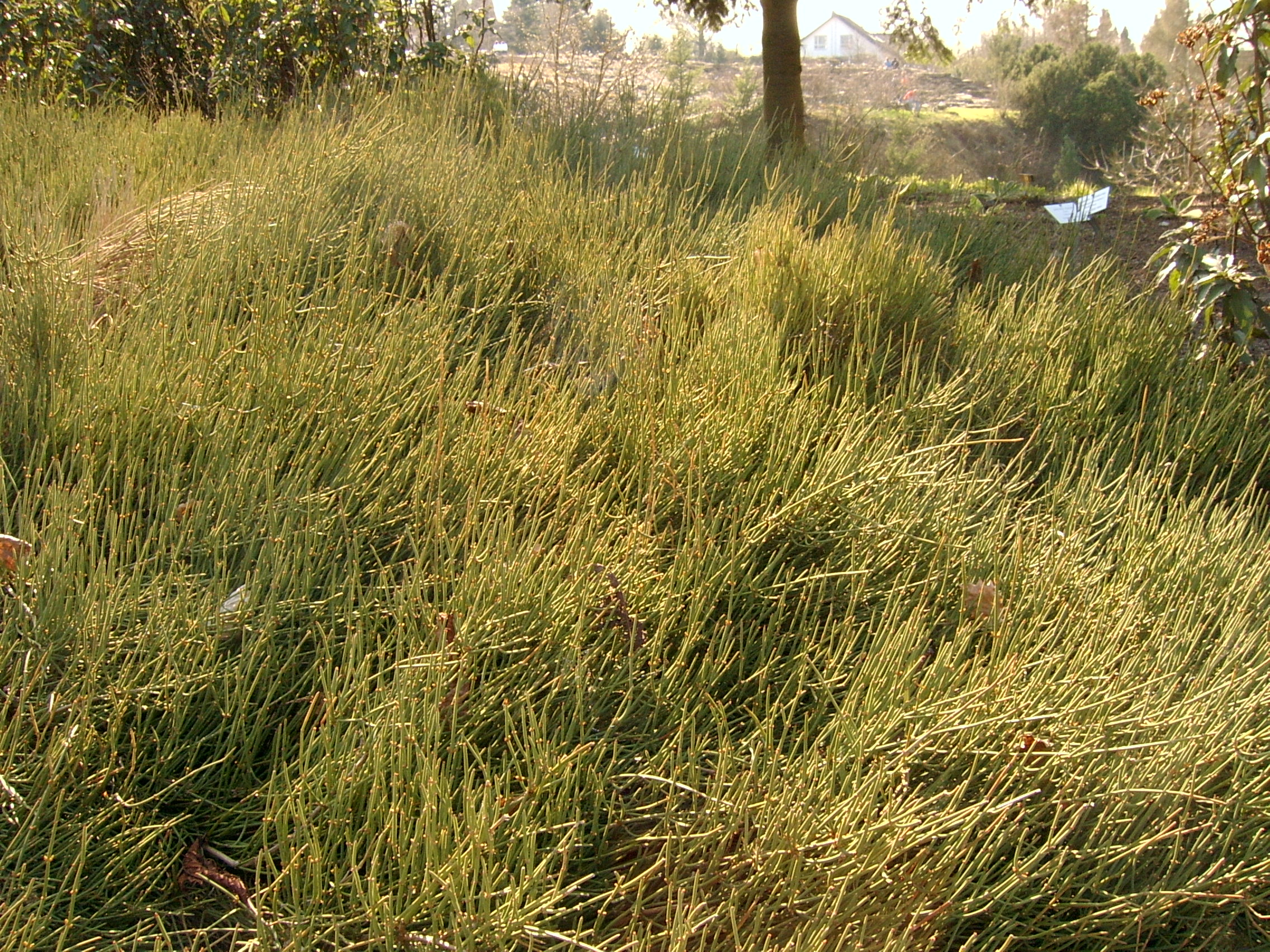
Ephedra distachya
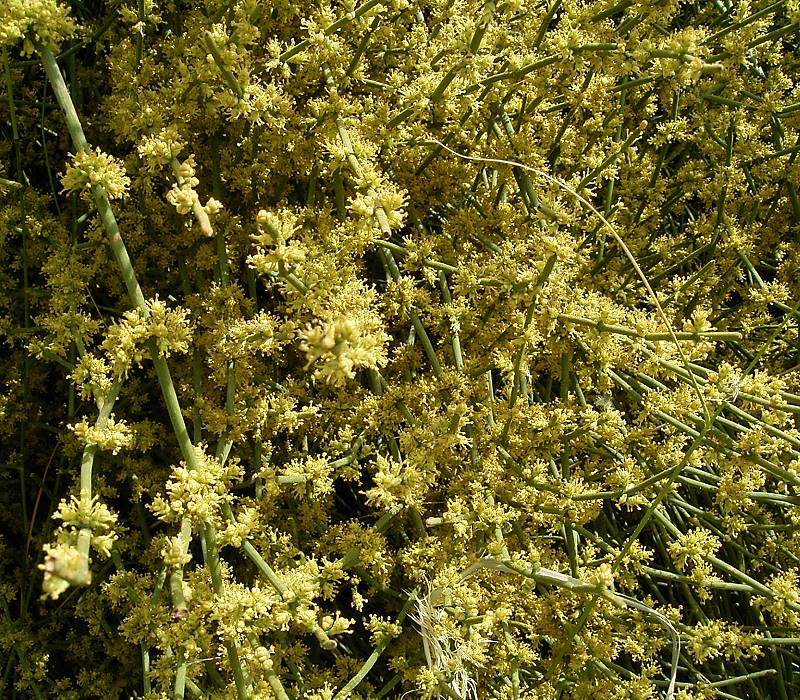
Ephedra fragilis
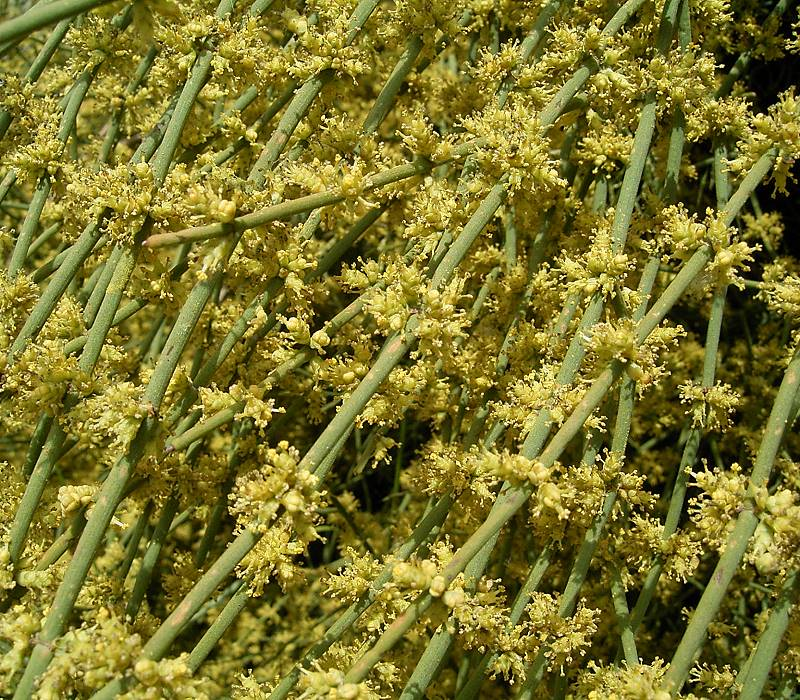
Ephedra fragilis
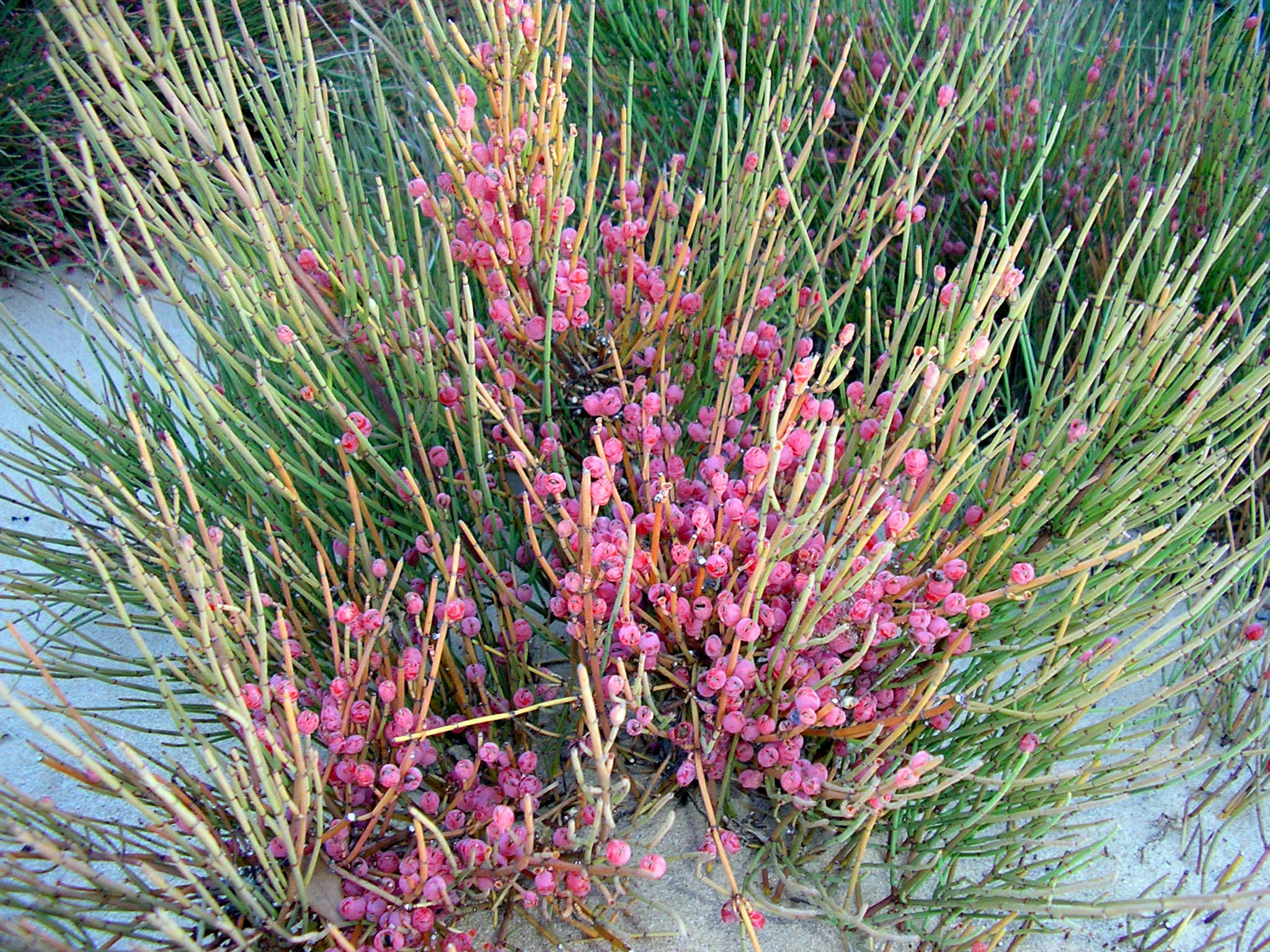
Ephedra fragilis
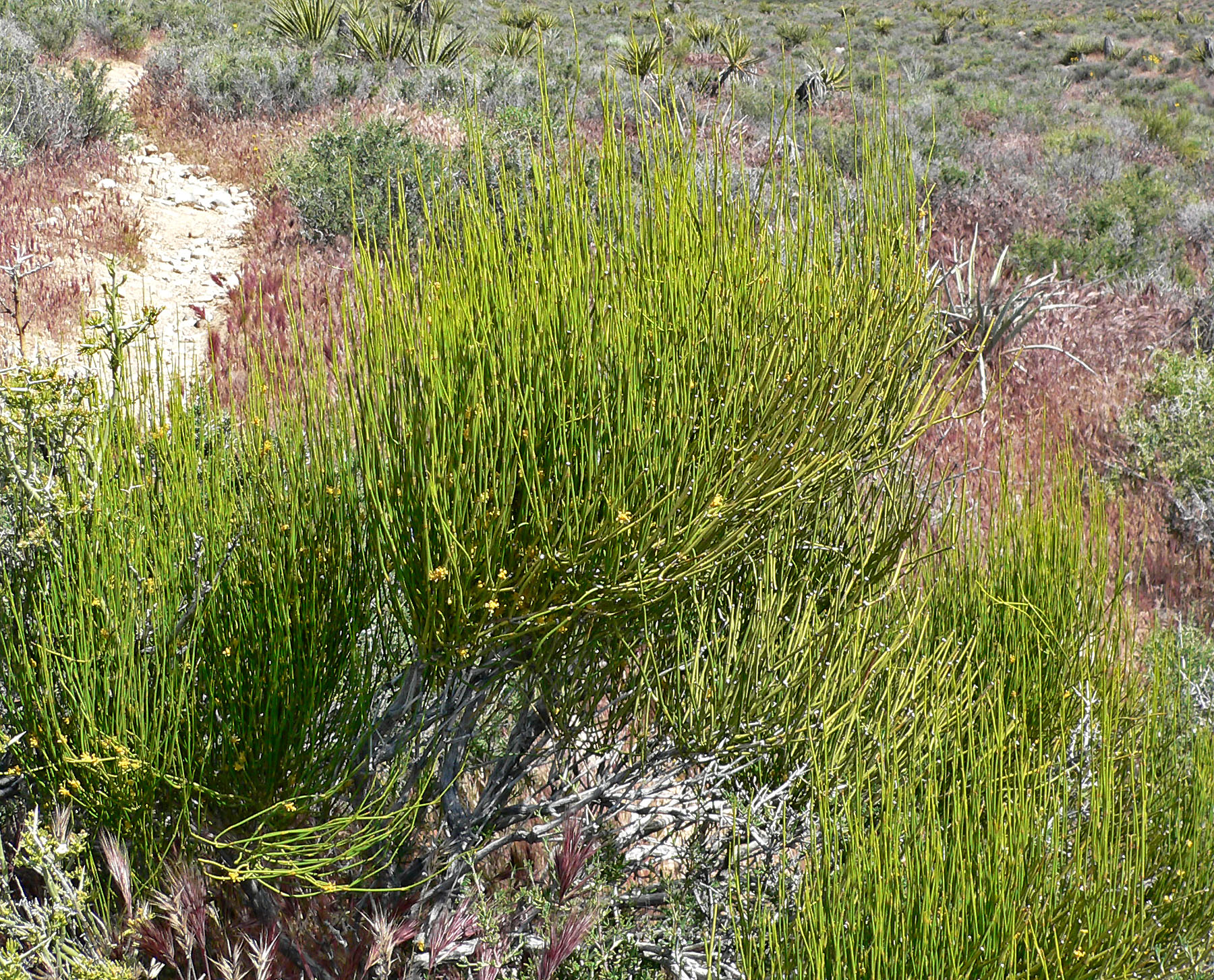
Ephedra viridis